# マルヴィン・プラッテンハルト
マーヴィン・プラッテンハルト（Marvin Plattenhardt 、1992年1月26日 - ）は、ドイツ・フィルダーシュタット出身のプロサッカー選手。ポジションは、ディフェンダー(LSB)。

## 経歴

### クラブ
地元バーデン＝ヴュルテンベルク州のクラブ・SSVロイトリンゲンの下部組織でのプレーを経て、2008年に1.FCニュルンベルクの下部組織に移籍。2009年にはドイツU-17代表の一員としてUEFA U-17欧州選手権2009に参加し、優勝に貢献した。2010年、ニュルンベルクでトップチームデビュー。
2014年5月20日、ヘルタ・ベルリンに3年契約で加入した。2015年12月12日開催のSVダルムシュタット98戦で直接フリーキックを決め移籍後初ゴールを挙げた。

### 代表
2017年5月、ロシアで開催されるFIFAコンフェデレーションズカップ2017のドイツ代表メンバーに選出された。2017年6月に行われたデンマークとの親善試合でA代表デビュー。

## 代表歴

### 出場大会
- U-17ドイツ代表
  - 2009年 - UEFA U-17欧州選手権（優勝）
  - 2009年 - FIFA U-17ワールドカップ（ベスト16）
- ドイツ代表
  - 2017年 - FIFAコンフェデレーションズカップ2017（優勝）
  - 2018年 - 2018 FIFAワールドカップ（グループリーグ敗退）

### 試合数
- 国際Aマッチ 7試合 0得点（2017年-2018年）[4]

| ドイツ代表 | 国際Aマッチ | 国際Aマッチ |
| 年         | 出場        | 得点        |
| ---------- | ----------- | ----------- |
| 2017       | 5           | 0           |
| 2018       | 2           | 0           |
| 通算       | 7           | 0           |

## タイトル

### 代表
- UEFA U-17欧州選手権:2009